# Liriomyza taurica
Liriomyza taurica är en tvåvingeart som beskrevs av Zlobin 2002. Liriomyza taurica ingår i släktet Liriomyza och familjen minerarflugor.
Artens utbredningsområde är Ukraina. Inga underarter finns listade i Catalogue of Life.